# 圣诞岛 (基里巴斯)

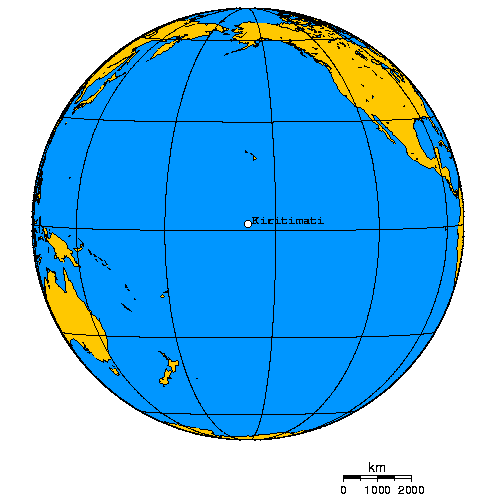
正投影圖

聖誕島（kiˈrɪsmæs，音譯：基里斯马斯，即聖誕島的意思）是太平洋的一個珊瑚礁，太平洋上最大環礁，位於萊恩群島，陸地面積為363平方公里，佔基里巴斯全國土地的70%，目前人口約有2,600人。它在1777年聖誕節前夕由詹姆斯·庫克船長發現，所以此島名為聖誕島。此島擁有全世界最大的珊瑚礁，而且是現存最古老的珊瑚礁。在1956年到1962年之間，英美兩國在此進行核試。
1970年後開始種植椰子。為夏威夷到塔拉瓦島航空線的中途停降站。
該島早期是以豐富的海鳥和磷礦資源聞名於世界。

## 交通
現有由斐濟航空於每週三執飛，自夏威夷檀香山國際機場起飛，經聖誕島卡西迪國際機場往返斐濟楠迪國際機場的FJ823/822航班，以及由諾魯航空於每週一執飛，自諾魯國際機場起飛，經塔拉瓦邦里基國際機場往返聖誕島卡西迪國際機場的ON123/124航班（諾魯至塔拉瓦段航班號為ON23/24）。

## 地理位置
- 在北緯1°59'、西经157°30'。
- 位於萊恩群島。
- 位於首都塔拉瓦以東約3,200公里。
- 位於夏威夷以南約2,080公里

## 時區
使用UTC+14:00時區，為地球上最早進入一天的城市。

## 气候
屬熱帶海洋氣候，年平均溫度為32℃。

## 外部連結
- (PDF). climate.gov.ki. Official government report on the island's infrastructure, ecology, and ongoing issues. 2013-01-20  [28 April 2015]. （原始内容 (PDF)存档于14 July 2016）.
- . Picture library. piclib.nhm.ac.uk. London, UK: Natural History Museum.   [15 October 2012]. （原始内容存档于2013-12-02）. The only Kiritimati Sandpiper specimen ever studied by scientists.
- . lorry.org/cassandra.   [2024-01-31]. （原始内容存档于2023-12-10）.
- . pbase.com/keithcollicoat. Christmas Island :: Kiritimati.   [2024-01-31]. （原始内容存档于2023-06-07）.
- .   [2024-01-31]. （原始内容存档于2010-04-01）.